# Фино Морнаско
Фино Морнаско (итал. Fino Mornasco) је насеље у Италији у округу Комо, региону Ломбардија.
Према процени из 2011. у насељу је живело 8398 становника. Насеље се налази на надморској висини од 335 м.

## Становништво
Према резултатима пописа становништва 2011. у општини је живело 9.569 становника.
| 1936. | 1951. | 1961. | 1971. | 1981. | 1991. | 2001. | 2011. |
| ----- | ----- | ----- | ----- | ----- | ----- | ----- | ----- |
| 3.173 | 4.075 | 5.320 | 6.943 | 7.603 | 7.828 | 8.229 | 9.569 |